# لويس مارشال
لويس مارشال (بالإنجليزية: Lois Marshall)‏‏ (29 يناير 1924 في تورونتو - 19 فبراير 1997 في تورونتو) مغنية، ومغنية أوبرا، وعالمة موسيقى، ومعلمة موسيقى من كندا.

## التعليم
تعلمت لويس مارشال في:
- جامعة تورنتو

## الجوائز
حصلت لويس مارشال على الجوائز الآتية:
- شريك وسام كندا
- وسام أونتاريو